# Rheinsberg: Ein Bilderbuch für Verliebte
Mit der Erzählung Rheinsberg: Ein Bilderbuch für Verliebte trat der bis dahin als Journalist bekannte Kurt Tucholsky 1912 ans Licht der literarischen Öffentlichkeit. Ihr Erfolg beim zeitgenössischen Publikum ist neben der inhaltlichen Provokation vor allem dem leichten, ironischen Stil zuzuschreiben, mit dem der Autor den Wochenendausflug eines unverheirateten jungen Paares schildert.

## Inhalt
Die kurze Erzählung handelt vom dreitägigen Ausflug zweier Verliebter, Claire und Wolfgang, die mit dem Zug ins ländliche Rheinsberg fahren, um ihrem monotonen Berliner Alltag zu entfliehen. Da die Reise eines unverheirateten Paares zu dieser Zeit als unziemlich galt, verwenden die Verliebten den Decknamen „Ehepaar Gambetta“. Am Reiseziel angekommen, geben sie sich mit einer Prise Ironie unschuldigen touristischen Vergnügungen hin. So besichtigen sie das Schloss Rheinsberg und machen eine Bootstour auf den umliegenden Seen. Gemeinsam bewundern sie die unberührte Natur, die ihnen als Großstadtmenschen völlig fremd erscheint. Auf ihrem Nachtspaziergang verfolgen sie durch ein Fenster den Ausschnitt aus einem Theaterstück. Am zweiten Tag unternehmen sie nach einem späten Frühstück einen Spaziergang durch die Stadt. Anhand der Läden fällt ihnen auf, dass die Modernität auch vor dem Landleben nicht Halt macht. Danach gehen sie zusammen ins Kino („Kinematograph“), wobei Claire andauernd Fragen zu den Filmen stellt. Am letzten ihrer drei Tage unternehmen sie erneut eine Bootstour, bei der sie eine Medizinstudentin namens Lissy Aachner auf ihrem Boot mitnehmen. Nach einem Spaziergang durch den Park kehren sie mit dem Zug zurück „in die große Stadt, in der es wieder Mühen für sie gab, graue Tage und sehnsüchtige Telefongespräche, verschwiegene Nachmittage, Arbeit und das ganze Glück ihrer großen Liebe.“

## Form und Sprache
Mit den Illustrationen von Kurt Szafranski erinnert es – wie der Untertitel verspricht – an ein Bilderbuch. Kurt Tucholsky verzichtet weitgehend auf den klassischen Spannungsaufbau. Vielmehr werden das idyllische Rheinsberg und die freie Liebe der Protagonisten in einer losen Folge impressionistischer Momentaufnahmen beschrieben. Dies geschieht in szenischer Darstellung, vor allem in Form von Dialogen, die durch ironische Kommentare angereichert werden. Es dominiert ein personales Erzählverhalten: Es ist unschwer erkennbar, dass es die männliche Hauptfigur ist, aus deren Sicht die Handlung wiedergegeben wird.
Die Sprache der beiden Protagonisten ist sehr eigentümlich. Tucholsky bedient sich bei den Dialogen in Rheinsberg einer für die damalige Literatur unkonventionell wörtlich übernommenen Umgangssprache. Außerdem verwendet das Liebespaar in seinen Konversationen zuweilen eine von Sarkasmus durchsetzte, übertrieben rosige Liebessprache. Zwei Beispiele mögen dies verdeutlichen:
„… nein … Sonne weeiit … Land … Seh mal: ’ne Akazie! ’ne blühende Akazie, lauter blühende Akazien“
„Ich habe ein außerordentlich feines Empfinden dafür, ich vermute, du bist gewillt, dich über mich lustig zu machen. Wird diese Vermutung zur Gewißheit, so schlage ich dich nieder.“

## Figuren

### Claire
Claire ist mit ihrem ungebundenen Wesen und dem losen Mundwerk das pure Gegenstück zum konventionellen Frauenbild des Wilhelminischen Reiches. Sie ist eine Medizinstudentin aus gutem Hause, mit strengem Vater und einer Familie ehrbaren Rufs. Damit ihre Eltern nichts von ihrem verlängerten Wochenende mit Wolfgang erfahren, verreist sie unter dem Vorwand, eine Freundin zu besuchen. Sie fühlt sich als wichtiges und hübsches Mädchen und gibt ihre vorgebliche Überlegenheit auch dem Geliebten mehrfach zu verstehen. Trotzdem ist ihre Liebe aus der Mischung von Sticheleien und liebevollen Wörtern deutlich herauszulesen.
Claire hat ihre ganz eigene Weise, mit Menschen umzugehen, redet mit ihnen in scheinbar wirrer Weise, um sie zu irritieren, was ihren eigenen Humor ausmacht. Besonders auffallend ist, dass sie sich ihre eigene Sprache zurechtgelegt hat, die an die ersten Sprechversuche eines Kleinkindes erinnert: „Ach Gott, konnste auch besser mir nicht zu bekorrigieren zu gebrauchs gehabs habs!“.  Das reale Vorbild für die Figur der Claire war Else Weil, mit der Kurt Tucholsky im August 1911 ein Wochenende in Rheinsberg verbrachte.

### Wolfgang („Wölfchen“)
Über seinen Hintergrund ist noch weniger bekannt als über jenen von Claire. In dem gebildeten jungen Mann kann man indes unschwer das Alter Ego des jungen Kurt Tucholsky identifizieren. Er spricht Latein („Ne quis animadvertat! Prost.“) und kennt sich in Biologie aus. Des Weiteren liebt er es zu philosophieren: „‚Wie merkwürdig‘, sagte Wolfgang, ‚draußen ist es totenstill, der Mond scheint, und hier drinnen spielen sie ein Scheinleben. Und wir kommen hinzu, wissen nichts von den Voraussetzungen des ersten Akts und bleiben ernst.‘“
Im Gegensatz zu Claire wirkt er seriöser und überlegt. Er stellt das typische Mannsbild dar: stark, beschützerisch und rechthaberisch. Meist ist er es, der sagt, was zu tun ist und wohin gegangen wird. Wenn Claire ihm widerspricht, wird er – in Anspielung auf ein tradiertes Bild – scheinbar wütend und droht ihr spielerisch, sie zu schlagen.

### Herr Adler
Herr Adler ist der übergewichtige Kastellan des Schlosses und führt das junge Paar herum. Stolz gibt er sein Wissen über das Gebäude preis und wundert sich, dass die Besucher nicht mehr Bewunderung zeigen.

### Lissy Aachner
Lissy Aachner ist eine sehr ambitionierte Medizinstudentin. Das verliebte Paar nimmt sie mit auf dem Boot und unterhält sich mit ihr. Lissy Aachner spricht sehr viel und teilt Claire und Wölfchen ihre unkonventionellen Ansichten über Gott und die Welt mit. Sie scheint sehr stur zu sein und im Leben alles im Griff haben zu wollen.

## Deutung
Nach dem biografischen Interpretationsverfahren kann hinter der Erzählung Rheinsberg eine Aufarbeitung eines wirklich geschehenen Ausfluges Tucholskys mit seiner Freundin und späteren Ehefrau Else Weil in die Natur gesehen werden. Tucholsky verspottet mit der Darstellung der lockeren unschuldigen Liebe der beiden Protagonisten und deren frechen Späßchen wie im Vorbeigehen die Prüderie des wilhelminischen Bürgertums bezüglich Sexualität und unverbindlichen Beziehungen, wie dies später auch viele Künstler der Weimarer Republik taten. Neben dem Spott auf das vom Bürgertum geprägte Ideal eines Liebesidylls sowie seiner Sprache setzt der Satiriker Tucholsky Seitenhiebe auf das im Wilhelminischen Kaiserreich vor dem Ersten Weltkrieg so hochangesehene Militärwesen mit seinem Brauchtum:
„Sehssu, mein Affgen, das is nu deine Heimat. Sag mal: würdest du für dieselbe in den Tod gehen?
Du hast es schriftlich, liebes Weib, dass ich nur für dich in den Tod gehe. Verwirre die Begriffe nicht. Amor patriae ist nicht gleichzusetzen mit der ‚amor‘ als solcher. Die Gefühle sind andere.“

## Rezeption
Das Buch hat sich seit seinem Erscheinen im Jahr 1912 im Berliner Axel Junker Verlag zu einem Klassiker für Verliebte entwickelt. Dem Autor zufolge wurde das Werk von den Rezensenten gut aufgenommen. Zusammen mit Kurt Szafranski, der zum Buch einige Illustrationen beisteuerte, eröffnete Tucholsky auf dem Kurfürstendamm eine „Bücherbar“, in der sie billig Bücher und Alkohol verkauften. Wer dort eine Ausgabe von Rheinsberg erstand, erhielt dazu gratis ein alkoholisches Getränk. Tucholsky schrieb zur 50.000. Ausgabe des Buches unter dem 8. Dezember 1921 in der Weltbühne:
„Die Presse brachte sich um. Die ‚Breslauer Zeitung‘ war dagegen, die ‚Vossische‘ dafür, Prag und Riga verhielten sich neutral – die Ausschnitte sind noch da – und der ‚Sankt Petersburger Herold‘ vom achtzehnten Dezember 1912 schrieb, wer einen Wilde erstehe, der bekäme Whisky Soda, und wer Ibsen kaufte, einen nordischen Korn. Das stimmte aber nicht – wir tranken selber. Und verkauften schrecklich viele ‚Rheinsbergs‘.“

## Ausgaben
- Rheinsberg: Ein Bilderbuch für Verliebte. Bilder von Kurt Szafranski. Axel Juncker Verlag, Berlin 1912 (online – Internet Archive).
  - Taschenbuchausgabe Rowohlt, Reinbek 1976, ISBN 978-3-499-10261-5.
  - Aktuelle Ausgabe: Anaconda, Köln 2010, ISBN 978-3-86647-498-7.

## Hörbücher

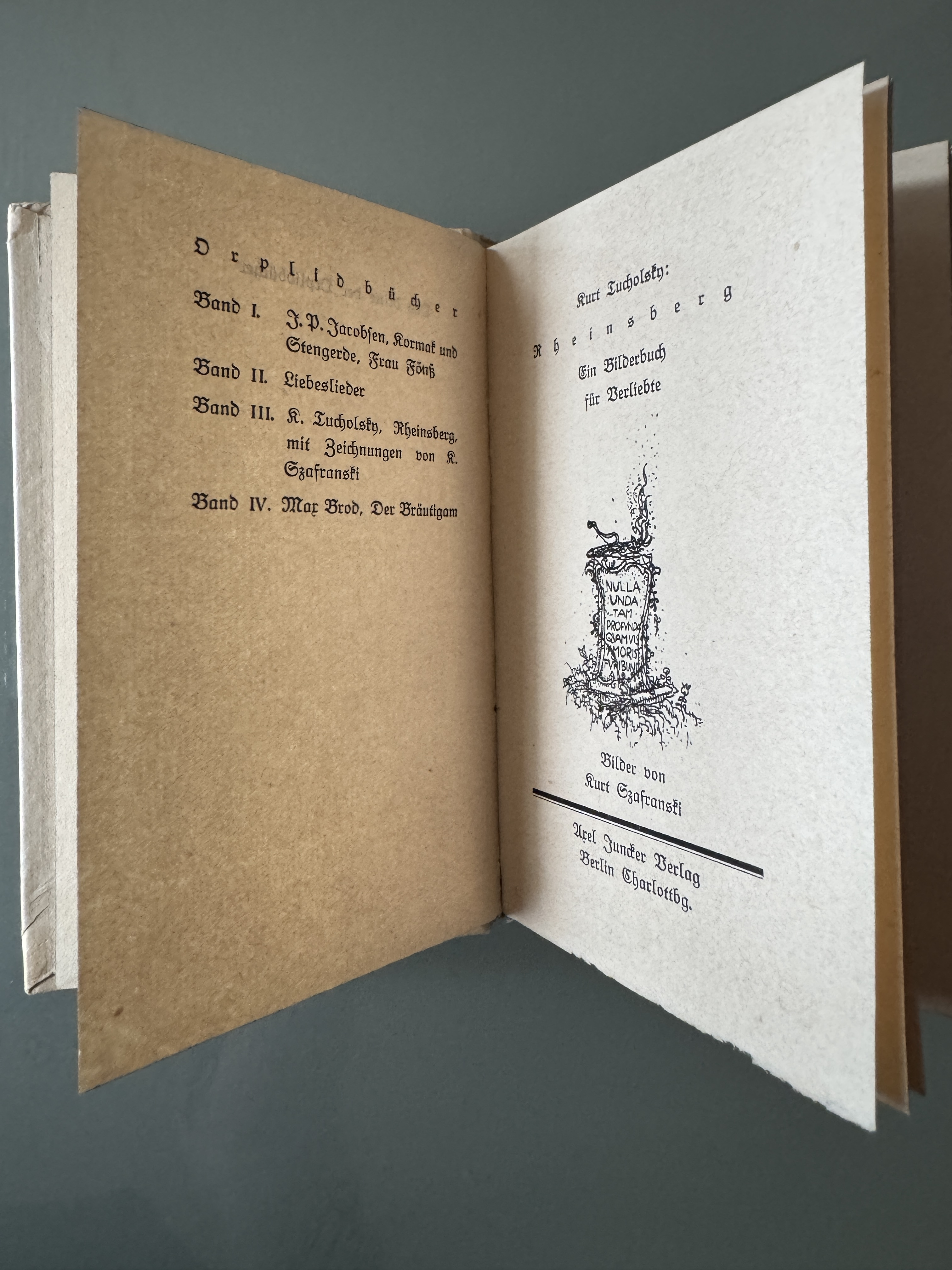
Tucholsky Kurt. Rheinsberg. Ein Bilderbuch für Verliebte. Mit Bildern von Kurt Szafranski. Berlin Charlottenburg, Axel Juncker (1912). 7, 95 S. Mit Vignetten und 7 ganzseitigen farbigen Illustrationen, diese, wie der Deckel handkoloriert! Orplid-Bücher 3. Titelseite.

- Hörbuch: Gelesen von Anna Thalbach, Argon Verlag, Berlin 2009, ISBN 978-3-86610-746-5.
- Hörbuch: Gelesen von Helene Grass, Diogenes Verlag, Zürich 2006, ISBN 3-257-80018-5.
- Tucholsky Kurt. Rheinsberg. Ein Bilderbuch für Verliebte. Mit Bildern von Kurt Szafranski. Berlin Charlottenburg, Axel Juncker (1912). 7, 95 S. Mit Vignetten und 7 ganzseitigen farbigen Illustrationen, diese, wie der Deckel handkoloriert! Orplid-Bücher 3. Titelseite.Hörbuch: Gelesen von Anna Thalbach, Argon Verlag, Berlin 2006, ISBN 3-87024-083-0.

## Verfilmung
Das Buch wurde 1967 unter der Regie von Kurt Hoffmann in Deutschland verfilmt. Die Rollen von Claire und Wolf übernahmen Cornelia Froboess und Christian Wolff. Den Soundtrack des Films konzipierte Hans-Martin Majewski.
1987 verfilmte Klaus Gendries das Buch für das Fernsehen der DDR mit Peter René Lüdicke und Silke Klan in den Hauptrollen. Gesendet wurde der Film erst 1990.

## Hörspiel
Das Buch wurde 1985 von Matthias Thalheim als Hörspiel für den Rundfunk der DDR bearbeitet. Dramaturgie: Heide Böwe, Musik: Thomas Natschinski, Regie: Barbara Plensat, mit Kurt Böwe (Erzähler), Ulrike Krumbiegel (Claire), Gunter Schoß (Wolfgang), Georg Helge (Kastellan), Dagmar Manzel (Lissy Aachner). Die Produktion war 1987 der DDR-Beitrag zum Prix Italia in Vicenza. Für die Einreichung wurde das Script von Katherine Vanovitch ins Englische und von Elisabeth Radermacher in Französische übersetzt. Die Inszenierung erschien in den Jahren 2001 und 2012 bei Der Audio Verlag als Hörbuch-CD: ISBN 978-3-86231-157-6